# Средний Лес
Сре́дний Лес — хутор в Советском районе (городском округе) Ставропольского края Российской Федерации. Находился в составе муниципального образования города Зеленокумска (упразднено 1 мая 2017 года).

## География
Расстояние до краевого центра: 165 км. Расстояние до районного центра: 7 км.

## История
На 1 марта 1966 года находился в подчинении Зеленокумского горсовета:28.

## Население
| 1989 | 2002 | 2010 | 2014 |
| ---- | ---- | ---- | ---- |
| 397  | ↗466 | ↘453 | ↗500 |

По данным переписи 2002 года в национальной структуре населения русские составляли 64 %.

## Образование
- Начальная общеобразовательная школа № 19[8]